# Hvidnæbbet lom
Hvidnæbbet lom (Gavia adamsii) er en fugl i lomslægten. Den har en længde på 77-91cm med et vingefang på 135-152 cm og er dermed det største medlem af lommerne. Dens levealder er 20 år. Fuglen yngler i Arktis, Rusland, Alaska og Canada og overvintrer til havs hovedsageligt ved kysterne af Norge og det vestlige Canada. Den er en sjælden trækgæst i Danmark om vinteren. Indtil 1990 var der opgjort 149 fund her i landet. Den er regnet som kritisk truet på den danske rødliste 2019.